# Dietach
Dietach ist eine Gemeinde mit 3432 Einwohnern (Stand 1. Jänner 2024) in Oberösterreich im Bezirk Steyr-Land im Traunviertel.

## Geografie
Die Ausdehnung beträgt von Nord nach Süd 6,6 km, von West nach Ost 6,4 km. 17,1 % der Fläche der Gemeinde sind bewaldet, 72,2 % landwirtschaftlich genutzt.

### Gemeindegliederung
Das Gemeindegebiet umfasst folgende fünf Ortschaften (in Klammern Einwohnerzahl Stand 1. Jänner 2024):
- Dietach – Hauptort, mit dem Südwesten (1459)
- Dietachdorf – im Süden (1359)
- Stadlkirchen – nordöstlich des Hauptorts (312)
- Thann – im Nordosten (177)
- Winkling – im Osten an der Enns (125, Teile auch in Kronstorf und der Stadt Steyr)

Die Gemeindeverwaltung gibt als weitere Ortschaften (im Sinne einer gemeindeeigenen Gliederung) noch Heuberg (bei Dietach) und Niedergleink (im Süden bei Steyr).
Die Gemeinde besteht aus den Katastralgemeinden Mitterdietach (Südwesten), Oberdietach (Nordwesten) und Unterdietach (Osten).
Zählsprengel sind Dietach-Südwest (Dietach, Dietachdorf) und Dietach-Nord-und Ost (Rest der Gemeinde).
Die Gemeinde gehört zum Gerichtsbezirk Steyr.

### Nachbargemeinden
|         | Hargelsberg (Bez. Linz-Land)                | Kronstorf (Bez. Linz-Land)        |
| Wolfern | Kompassrose, die auf Nachbargemeinden zeigt | Haidershofen (Bez. Amstetten, NÖ) |
|         | Steyr (Statutarstadt)                       |                                   |

## Geschichte
Erstmals erwähnt wurde der Ort im Jahr 777 als Todicha im Stiftsbrief des Bayernherzog Tassilo III. zur Gründung des Stiftes Kremsmünster. Das Wort ist zusammengesetzt aus einem germanischen Personennamen Todo und althochdeutsch aha für Fluss. Daraus wurde Twedick (1088), Dudich (1170) und schließlich das heutige Dietach.
Ursprünglich im Ostteil des Herzogtums Bayern liegend, gehörte der Ort seit dem 12. Jahrhundert zum Herzogtum Österreich. Seit 1490 wird er dem Fürstentum, dann Kronland Österreich ob der Enns zugerechnet.
Während der Napoleonischen Kriege war der Ort mehrfach besetzt.
Seit 1918 gehört der Ort zum Bundesland Oberösterreich. Nach dem Anschluss Österreichs an das Deutsche Reich am 13. März 1938 gehörte der Ort zum Gau Oberdonau. Nach 1945 erfolgte die Wiederherstellung Oberösterreichs.
Bis zur NS-Zeit gehörte Dietach zur Gemeinde Gleink. Diese musste 1938 ihre Südteile, mitsamt dem Hauptort, an die Stadt Steyr abtreten, sodass sie nurmehr die drei ursprünglichen Steuergemeinden Unter-, Mitter-, Oberdietach umfasste, und in Folge der Gemeinde Wolfern eingegliedert wurde. Per 1. Jänner 1946 wurde Dietach dann unter diesem Namen eigene politische Gemeinde.

### Einwohnerentwicklung
1991 hatte die Gemeinde laut Volkszählung 2113 Einwohner, 2001 dann 2436 Einwohner.

## Kultur und Sehenswürdigkeiten
- Wasserschloss Stadlkirchen

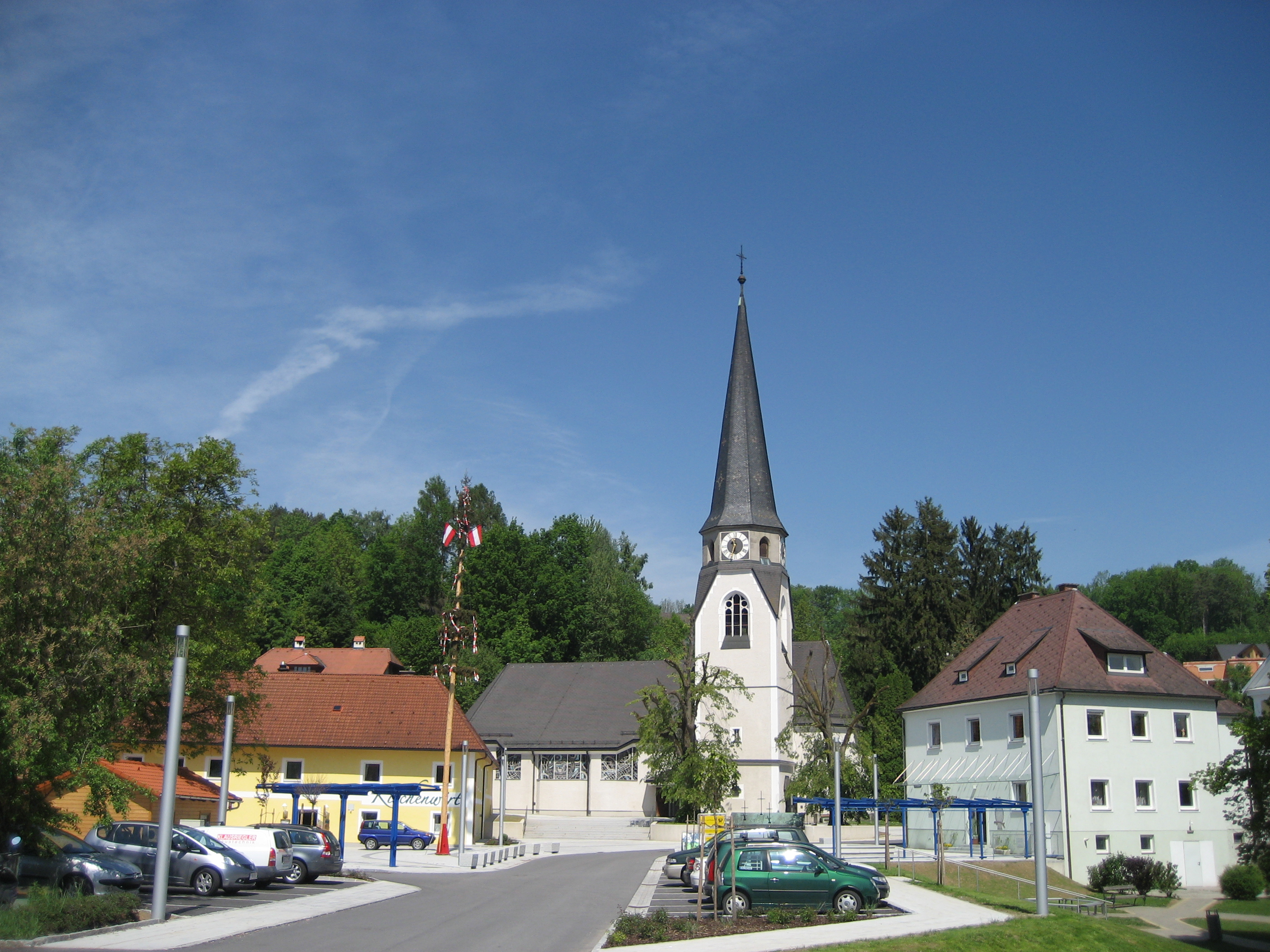
Pfarrkirche Dietach

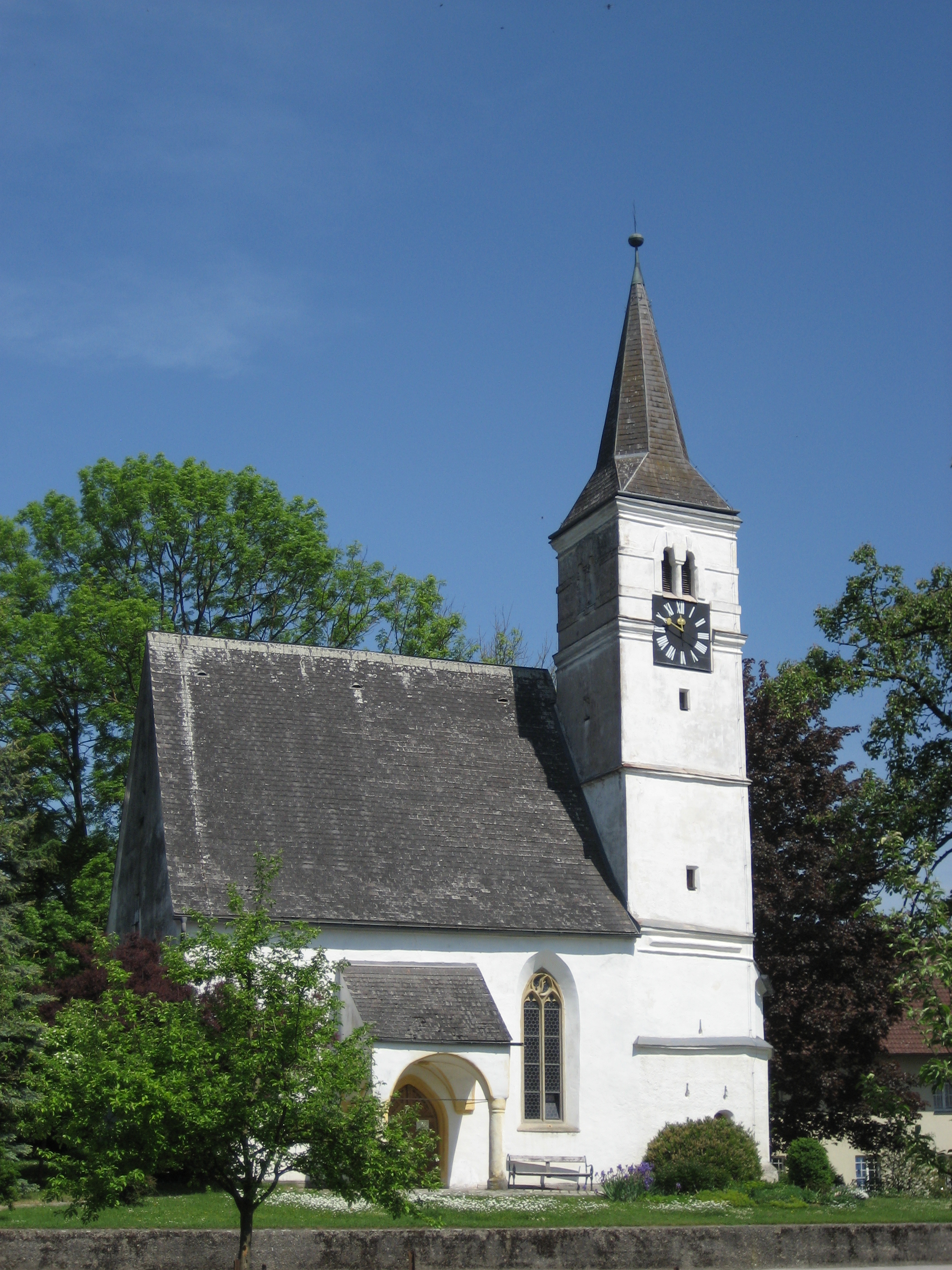
Filialkirche Stadlkirchen

- Katholische Pfarrkirche Dietach hll. Peter und Paul
- Katholische Filialkirche Stadlkirchen hl Margareta: mit bedeutenden mittelalterlichen Fresken
- Bauerntechnikmuseum Gallhuberhof im Ortsteil Thann

## Wirtschaft und Infrastruktur

### Wirtschaftssektoren
Von den dreißig Betrieben im Produktionssektor arbeiten zwanzig mit der Herstellung von Waren. Diese beschäftigen über achtzig Prozent der Erwerbstätigen im Sektor. Der größte Arbeitgeber im Dienstleistungssektor ist der Handel (Stand 2011).
| Wirtschaftssektor            | Anzahl Betriebe | Anzahl Betriebe | Erwerbstätige | Erwerbstätige |
| Wirtschaftssektor            | 2011            | 2001            | 2011          | 2001          |
| ---------------------------- | --------------- | --------------- | ------------- | ------------- |
| Land- und Forstwirtschaft 1) | 048             | 60              | 046           | 063           |
| Produktion                   | 030             | 26              | 625           | 681           |
| Dienstleistung               | 136             | 77              | 683           | 536           |

1) Betriebe mit Fläche in den Jahren 2010 und 1999
| In Dietach leben rund 1500 Erwerbstätige. Davon arbeitet weniger als ein Fünftel in der Gemeinde, mehr als 1200 pendeln aus. Dafür kommen über 1000 Menschen aus der Umgebung, um in Dietach zu arbeiten. | Hier fehlt eine Grafik, die leider im Moment aus technischen Gründen nicht angezeigt werden kann. Wir arbeiten daran! |

- Straße: Dietach liegt an der Steyrer Straße B309, die von Steyr nach Enns führt. Die West Autobahn A1 ist rund 15 Kilometer von Dietach entfernt.
- Bus und Bahn: Im Ortsteil Dietachdorf halten regelmäßig die Busse der Linie Steyr-Linz. In Dietach selbst halten etwas seltener die Busse der Linie Steyr-Hargelsberg. Der nächste größere Bahnhof befindet sich rund 7 Kilometer vom Dietacher Ortszentrum entfernt in Steyr, von wo auf der Rudolfsbahn Züge nach Linz (über Sankt Valentin, mit Anschluss an die Westbahn) und Kleinreifling verkehren.
- Radweg: Durch Dietach führt der Ennsradweg R7. Dieser führt von der Gasthofalm bei Flachau nach Enns, wo man Anschluss an den Donauradweg hat.
- Radweg: Überdrüber Landpartie: Oberösterreichischer Radweg zwischen den Gemeinden Sierning, Wolfern, Dietach, St. Marien und Schiedlberg

### Sport
Für sportliche Aktivitäten sorgen u. a. der Fußballverein Union Procon Wohnbau Dietach (Landesliga Ost), seit August 2007 hat ASKÖ Honda Dietach mit „Union Dietach, Sektion Tischtennis“ die Spielgemeinschaft „Spg Honda Dietach“ gebildet, ferner der Tennisclub Dietach.

### Freizeit
Der Dietacher Ortsteil Niedergleink ist einer der sechs Standorte des Kinos Star Movie (Star Movie Steyr). Das Kino hat sechs Säle, die auf dem neuesten Stand der Technik sind.

## Politik
Der Gemeinderat hat 25 Mitglieder.
- Mit den Gemeinderats- und Bürgermeisterwahlen in Oberösterreich 2003 hatte der Gemeinderat folgende Verteilung: 14 ÖVP, 10 SPÖ und 1 FPÖ.[13]
- Mit den Gemeinderats- und Bürgermeisterwahlen in Oberösterreich 2009 hatte der Gemeinderat folgende Verteilung: 12 ÖVP, 7 SPÖ, 4 GRÜNE, 1 BZÖ und 1 FPÖ.[14]
- Mit den Gemeinderats- und Bürgermeisterwahlen in Oberösterreich 2015 hatte der Gemeinderat folgende Verteilung: 15 ÖVP, 5 GRÜNE, 3 SPÖ und 2 FPÖ.[15]
- Mit den Gemeinderats- und Bürgermeisterwahlen in Oberösterreich 2021 hat der Gemeinderat folgende Verteilung: 12 ÖVP, 6 SPÖ, 5 GRÜNE und 2 FPÖ.[16][17]

### Bürgermeister
Bürgermeister seit 1945 waren:
- 1945–1966 Johann Gerstmayr
- 1966–1972 Josef Pachner
- 1972–1994 Johann Eßl
- 1994–2008 Karl Schweinschwaller (ÖVP)
- seit 2008 Johannes Kampenhuber (ÖVP)[19]

### Wappen
|                                        | Blasonierung: „Geteilt; oben in Silber an einem Stengel ein grünes, aus der Teilungslinie wachsendes Kleeblatt; unten in Schwarz ein goldenes, viereckiges, an den Ecken mit Blattranken verziertes Schloßblatt.“ |
| Die Gemeindefarben sind Grün-Weiß-Rot. | |

## Persönlichkeiten

### Söhne und Töchter der Gemeinde
- Andreas Gschwandtner (1696–1762), Benediktiner, Astronom und Mathematiker, geboren im Gemeindeteil Stadlkirchen

### Mit der Gemeinde verbundene Persönlichkeiten
- Stefan Kaineder (* 1985), Politiker (Die Grünen)
- Victoria Pfeil (* 1994), Jazzmusikerin
- Paul Schuberth (* 1994), Akkordeonspieler und Pianist
- Juta Tanzer (* 1957), Pädagogin, Autorin und Lyrikerin